# José Luis Rodríguez (Fußballspieler, 1997)
José Luis Rodríguez, vollständiger Name José Luis Rodríguez Bebanz, (* 14. März 1997 in Canelones oder Montevideo) ist ein uruguayischer Fußballspieler.

## Karriere

### Verein
Der 1,83 Meter große Defensivakteur Rodríguez gehörte seit 2011 der Nachwuchsabteilung des Danubio FC an. Am 2. April 2016 debütierte er für die Profimannschaft der Montevideaner in der Primera División, als er von Trainer Pablo Gaglianone am 7. Spieltag der Clausura beim 1:1-Unentschieden gegen den Racing Club de Montevideo in die Startelf beordert wurde. Insgesamt bestritt er in der Spielzeit 2015/16 fünf Erstligapartien (kein Tor). Während der Saison 2016 kam er sechsmal (zwei Tore) in der Liga zum Einsatz.

### Nationalmannschaft
Rodríguez gehörte 2016 einer Vorauswahl des U-20-Nationalteams Uruguays an.